# ده آقا (شازند)
ده آقا (شازند)، روستایی زیبا از توابع بخش سربند شهرستان شازند در استان مرکزی ایران است.

## جمعیت
این روستا در دهستان هندودر قرار دارد و براساس سرشماری مرکز آمار ایران در سال ۱۳۸۵، جمعیت آن ۱۱۲ نفر (۱۹خانوار) بوده‌است.